# Kanton Le Biot
Der Kanton Le Biot war von 1860 bis 2015 ein französischer Wahlkreis im Département Haute-Savoie in der ehemaligen Region Rhône-Alpes. Er umfasste neun Gemeinden; sein Hauptort (frz.: chef-lieu) war Le Biot. Die landesweiten Änderungen in der Zusammensetzung der Kantone brachten im März 2015 seine Auflösung.

## Gemeinden
| Gemeinde           | Einwohner Jahr | Fläche km² | Bevölkerungsdichte | Code INSEE | Postleitzahl |
| ------------------ | -------------- | ---------- | ------------------ | ---------- | ------------ |
| La Baume           | 278 (2013)     | 16,9       | 16 Einw./km²       | 74030      | 74430        |
| Le Biot            | 517 (2013)     | 13,2       | 39 Einw./km²       | 74034      | 74430        |
| Essert-Romand      | 489 (2013)     | 6,8        | 72 Einw./km²       | 74114      | 74110        |
| La Forclaz         | 217 (2013)     | 4,0        | 54 Einw./km²       | 74129      | 74200        |
| Montriond          | 893 (2013)     | 24,7       | 36 Einw./km²       | 74188      | 74110        |
| Morzine            | 2882 (2013)    | 44,1       | 65 Einw./km²       | 74191      | 74110        |
| Saint-Jean-d’Aulps | 1278 (2013)    | 40,2       | 32 Einw./km²       | 74238      | 74430        |
| Seytroux           | 463 (2013)     | 18,4       | 25 Einw./km²       | 74271      | 74430        |
| La Vernaz          | 301 (2013)     | 7,8        | 39 Einw./km²       | 74295      | 74200        |